# نادي فابريل
نادي فابريل (بالبرتغالية: Grupo Desportivo Fabril do Barreiro‏) هو نادي كرة قدم برتغالي تأسس في 1937 ، يقع مقره الرئيسي في باريرو، ويلعب في الدوري البرتغالي الدرجة الثالثة.